# Kanton Yssingeaux
Yssingeaux is een kanton van het Franse departement Haute-Loire. Het kanton maakt deel uit van het arrondissement Yssingeaux.

## Gemeenten
Het kanton Yssingeaux omvat de volgende gemeenten:
- Araules
- Beaux
- Bessamorel
- Grazac
- Lapte
- Saint-Julien-du-Pinet
- Yssingeaux (hoofdplaats)

Bij de herindeling van de kantons door het decreet van 17 februari 2014, werd dit kanton niet gewijzigd.